# Abborrasjön (Örkelljunga socken, Skåne)
Abborrasjön är en sjö i Örkelljunga kommun i Skåne och ingår i Rönne ås huvudavrinningsområde. Sjön är 3 meter djup, har en yta på 0,023 kvadratkilometer och är belägen 76,3 meter över havet.